# Benevenuto dos Santos Neto
Benevenuto dos Santos Neto, (Valença, 12 de abril de 1925 – Volta Redonda, 14 de março de 2007) foi um político brasileiro. Foi professor e prefeito da cidade de Volta Redonda, no estado do Rio de Janeiro.

## Biografia
Nascido em Barão de Juparanã, distrito de Valença, viveu a infância na cidade de Barra do Piraí, vindo aos 18 anos para Volta Redonda para trabalhar na Companhia Siderúrgica Nacional.
Casou-se em 1948 com a senhora Rayla Guida Gomes dos Santos, com quem teve um filho, não deixando de lado as atividades que o tornaram conhecidos no meio da sociedade voltarredondense, como a presidência da Liga de Desportos municipal e do Clube dos Funcionários da CSN, e o ensino nos colégios Macedo Soares e Nossa Senhora do Rosário. Foi ainda diretor em diversas empresas como a Companhia Brasileira de Projetos Industriais (COBRAPI), Açominas, COFAVI e Absen de São Paulo.
Na política, ficou marcado como o último prefeito nomeado indiretamente pelo governador do estado, na época Leonel de Mora Brizola, quando a cidade ainda era considerada área de segurança nacional, administrando o município entre 1982 e 1986.
Em sua gestão na prefeitura, criou uma lei para a "desfavelização" em Volta Redonda, considerada modelo em todo país. Criou também o Estatuto do Funcionário Público, o bairro Santa Cruz, construiu o Parque Aquático municipal na Ilha São João, a Ponte Murilo César dos Santos, ligando os bairros Aterrado e Niterói, e reorganizou a estrutura da prefeitura, criando as secretarias municipais.